# 5475 Hanskennedy
5475 Hanskennedy è un asteroide della fascia principale. Scoperto nel 1989, presenta un'orbita caratterizzata da un semiasse maggiore pari a 1,9183668 au e da un'eccentricità di 0,1201417, inclinata di 24,15066° rispetto all'eclittica.
L'asteroide è dedicato all'astronomo olandese-australiano Hans D. Kennedy, luminare nella fotometria delle binarie ad eclisse.